# Repušnica (Chorwacja)
Repušnica – wieś w Chorwacji, w żupanii sisacko-moslawińskiej, w mieście Kutina. W 2011 roku liczyła 1838 mieszkańców.